# Enhypnon punctatum
Enhypnon punctatum is een keversoort uit de familie somberkevers (Zopheridae). De wetenschappelijke naam van de soort werd in 1927 gepubliceerd door Carter.